# Aliette de Bodard
Aliette de Bodard (New York, 10 novembre 1982) è una scrittrice statunitense residente in Francia di discendenza franco-vietnamita. La sua lingua madre è il francese, ma scrive fantasy e fantascienza in inglese.
Ha vinto il Premio Nebula due volte: nel 2013 con il racconto breve Immersione (Immersion), nel 2014 con il racconto Verso le stelle (The Waiting Stars).

## Biografia
I suoi racconti sono stati pubblicati in diverse riviste di fantasy e fantascienza tra cui Interzone, Hub magazine, Black Static, Andromeda Spaceways Inflight Magazine, Asimov's, Realms of Fantasy e Apex Magazine. Nel 2009 fu finalista per il Premio John Wood Campbell per il miglior nuovo scrittore. Il suo racconto breve La creatrice di astronavi (The Shipmaker) ha vinto il BSFA Award nel 2010. Sempre nel 2010, il suo racconto La casa del giaguaro, nell'ombra (The Jaguar House, in Shadow), ambientato in un universo fantascientifico ucronico chiamato Xuya la cui premessa è che i Cinesi hanno scoperto l'America prima di Cristoforo Colombo, fu finalista sia per il premio Nebula che per il premio Hugo.
Nel 2012 ha vinto i premi Nebula e Locus per il miglior racconto breve con Immersion, una storia che parla di come caratteristiche della cultura dominante di un luogo possono influenzare culture che non lo sono, ambientata nell'universo Xuya. Ha vinto anche ill premio Nebula per il miglior racconto con The Waiting Stars nel 2013.
Il suo romanzo breve Stazione rossa (On a Red Station, Drifting), pubblicato nel 2012, fu finalista per i premi Nebula e Hugo. Stazione rossa, come molti dei racconti precedenti di questa scrittrice, è ambientato nell'universo Xuya, e ritrae un impero vietnamita nello spazio. Sempre nell'universo Xuya sono ambientati anche i romanzi brevi The Citadel of Weeping Pearls e The Tea Master and the Detective. Quest'ultimo e l'intera serie The Universe of Xuya sono finalisti Hugo nel 2019.
Aliette de Bodard ha scritto molte storie di genere ucronico, ambientandole in mondi dove la cultura dominante è quella vietnamese, cinese o anche azteca (la trilogia Obsidian and Blood è un fantasy ambientato nell'impero Azteco nel quindicesimo secolo). La sua serie fantasy più recente, Dominion of the Fallen, è un fantasy gotico ambientato in una Parigi di inizio Novecento devastata da una guerra magica tra angeli caduti. È una storia che parla di sopravvivenza in ambienti ostili e che si sofferma sulle conseguenze del colonialismo: mette in evidenza le esperienze di comunità vietnamite presenti in Francia.
Il primo libro nella serie Dominion of the Fallen, The House of Shattered Wings, è uscito nel 2015 ed è stato descritto da The Guardian come "splendidamente realizzato" e "inquietante". Con The House of Shattered Wings e il racconto breve Three Cups of Grief, by Starlight, ambientato nell'universo Xuya, Aliette de Bodard è stata la prima a vincere sia il BSFA award per il miglior romanzo che per il miglior racconto breve nello stesso anno.
Nel 2018 è uscito il suo romanzo fantasy In the Vanishers' Palace, una storia d'amore tra due donne che si ispira a La bella e la bestia, in cui la "bestia" è una dragonessa vietnamita in grado di assumere una forma umana. Anche questo libro si sofferma sulle conseguenze del colonialismo, essendo ambientato in un mondo fantasy che ha molte caratteristiche in comune col Vietnam; è stato descritto dalla scrittrice come "post-coloniale" in quanto affronta le conseguenze a lungo termine della decolonizzazione.

## Opere

### Obsidian and Blood
- Servant of the Underworld (2010)
- Harbringer of the Storm (2011)
- Master of the House of Darts (2011)

### Dominion of the Fallen
- The House of Shattered Wings (2015)
- The House of Binding Thorns (2017)
- The House of Sundering Flames (2019)

### Altri
- In the Vanishers' Palace (2018)